# Blechnum banksii
Blechnum banksii là một loài dương xỉ trong họ Blechnaceae. Loài này được Mett., Diels mô tả khoa học đầu tiên năm 1899.
Danh pháp khoa học của loài này chưa được làm sáng tỏ. 